# Polyblastia efflorescens
Polyblastia efflorescens är en lavart som beskrevs av Coppins. Polyblastia efflorescens ingår i släktet Polyblastia och familjen Verrucariaceae.   Inga underarter finns listade i Catalogue of Life.